# Vlatko Ilievszki
Vlatko Ilievszki (macedón nyelven Влатко Илиевски, Szkopje, 1985. július 2. — Szkopje, 2018. július 6.) macedón énekes, színész.

## Életpályája
Kilencéves korában kezdett el gitározni és zongorázni, tizenöt évesen pedig a Moral együttes szólóénekesi posztját ajánlották fel neki. Ebben az időszakban igen nagy népszerűségnek örvendett, kinézete és hangja miatt őt tartották a macedón Bon Jovinak. 2003-ban jelent meg a zenekar nagy sikerű Koga Patuvam című lemeze, rá két évvel pedig ők voltak a hangulatfelelősök a Deep Purple koncertje előtt. Persze egyszer minden jó véget ér, így ez sem tartott örökre – kisvártatva Vlatko szólókarrierjét kezdte építgetni. Ebben az első lépést az Uste Si Mi Ti című sláger jelentette, mellyel hazai és nemzetközi fesztiválokon is tarolni tudott. 2008-ban és 2010-ben önálló albumokkal kapaszkodott fel az eladási listák csúcsára. Gazdag és sikeres karrierjét számos díjjal elismerték. 2010-ben elindult a macedón Eurovíziós nemzeti döntőn, ahol a Srekja című dala második helyen végzett, majd egy évvel később kijutott a 2011-es Eurovíziós Dalfesztiválra Düsseldorfba, ahol a Rusinka című dala tizenhatodik lett a második elődöntőben, így nem sikerült bejutnia a legjobb huszonöt közé, a Dalverseny döntőbe.

## Fordítás
- Ez a szócikk részben vagy egészben  a   Vlatko Ilievski című angol Wikipédia-szócikk Ilievszki ezen változatának fordításán alapul.  Az eredeti cikk szerkesztőit annak laptörténete sorolja fel. Ez a jelzés csupán a megfogalmazás eredetét és a szerzői jogokat jelzi, nem szolgál a cikkben szereplő információk forrásmegjelöléseként.